# Sylt Challenger 1999
Il Sylt Challenger 1999 è stato un torneo di tennis facente parte della categoria ATP Challenger Series nell'ambito dell'ATP Challenger Series 1999. Il torneo si è giocato a Sylt in Germania dal 16 al 22 agosto 1999 su campi in terra rossa.

## Vincitori

### Singolare
Michel Kratochvil ha battuto in finale  Emilio Benfele Álvarez con il punteggio di 6–1, 6–1

### Doppio
Rene Nicklisch /  Attila Sávolt hanno battuto in finale  Florian Allgauer /  Davide Scala con il punteggio di 4–6, 6–3, 6–1